# Чапаєво (Лямбірський район)
Чапа́єво (рос. Чапаево, ерз. Чапаево) — присілок у складі Лямбірського району Мордовії, Росія. Входить до складу Протасовського сільського поселення.

## Населення
Населення — 5 осіб (2010; 4 у 2002).
Національний склад (станом на 2002 рік):
- росіяни — 100 %